# Platypelis milloti
Platypelis milloti là một loài ếch trong họ Nhái bầu. Chúng là loài đặc hữu của Madagascar.
Môi trường sống tự nhiên của chúng là các khu rừng ẩm ướt đất thấp nhiệt đới hoặc cận nhiệt đới. Loài này đang bị đe dọa do mất môi trường sống.